# Station Lublin Główny
Station Lublin Główny is een spoorwegstation in de Poolse plaats Lublin. 